# Colosseum (videogioco)
Colosseum (Coliseum) è un videogioco di corse di bighe nell'antica Roma pubblicato nel 1988 per Amstrad CPC, MSX e ZX Spectrum. Fu sviluppato dalla spagnola Topo Soft e pubblicato in Spagna con il titolo Coliseum all'interno della raccolta Erbe 88 delle Erbe Software, contenente cinque giochi inediti nel paese, e poi nella raccolta di due giochi Chicago's 30 / Coliseum. Nel resto d'Europa fu pubblicato nel 1989 come gioco autonomo dalla Kixx, etichetta economica della U.S. Gold, con il titolo internazionale Colosseum.

## Trama
Benurio (nome usato nel manuale, una parodia di Ben-Hur, mentre a video è chiamato proprio Ben Hur), di modeste origini, è divenuto uno degli ufficiali più noti e rispettati dell'esercito romano. Nerio, un altro ufficiale invidioso, ha tentato di screditarlo accusandolo di amare una cristiana, e ora Benurio deve riscattarsi partecipando con successo a una pericolosa corsa di bighe. Nerio però ha corrotto gli altri concorrenti affinché non facciano uscire Benurio vivo dalla gara.

## Modalità di gioco
Si guida una biga, rappresentata però come trainata da un cavallo solo, e si deve sopravvivere a gare con combattimenti, correndo su un circuito ovale formato da due rettilinei e due strette curve a U, come in un tipico circo romano. La biga è mostrata sempre rivolta verso destra e si alternano rettilinei con scorrimento orizzontale e curve con effetto di scorrimento curvo. Si può sterzare (andando su e giù rispetto allo schermo), accelerare, rallentare, e attaccare con un'arma gli avversari.
Ci sono quattro livelli (fasi) e in ciascuno bisogna compiere diversi giri. Sulla pista si trovano, come ostacoli da evitare, massi e brevi muri di mattoni, in disposizioni costanti a ogni partita. Lungo il percorso si incontrano le bighe avversarie, con le quali si può combattere quando sono a distanza ravvicinata, attaccandosi con le armi oppure spingendosi contro gli ostacoli. Nei tratti in curva non compaiono nuovi nemici. Le fasi hanno lo stesso aspetto generale e funzionamento; dopo la quarta fase si ricomincia da capo.
Sia il protagonista sia gli aurighi nemici possono essere armati di accetta, spada, mazza, tridente, rete o lancia, elencate in ordine di potenza, ossia quantità di energia sottratta al nemico con ogni colpo messo a segno. Rete e lancia possono abbattere un avversario con un colpo solo. Il giocatore inizia con l'accetta e quando sconfigge un avversario si impadronisce della sua arma, anche se fosse peggiore di quella che ha attualmente, inoltre la sua energia vitale si ricarica.
Nella prima fase gli avversari possono avere le prime tre armi, e a ogni nuova fase se ne aggiunge un altro tipo. Sostanzialmente però non cambia nulla nelle meccaniche del gioco.
L'interfaccia in cima allo schermo, con etichette in finto latino scherzoso (simile allo spagnolo), mostra la fase e il giro raggiunti, le barre dell'energia e le armi del giocatore e dell'avversario corrente. Il giocatore ha anche più vite, che non vengono mostrate durante l'azione.

## Sviluppo
Secondo la testimonianza di Ricardo Cancho, autore della grafica, lui fu anche il principale ideatore del gioco. A fine 1987 Cancho fu ingaggiato insieme ad altri per formare la prima squadra veramente professionale della Topo Soft, allo scopo di realizzare ben una decina di giochi per la Erbe Software da lanciare nel 1988. Si dovettero perciò cercare molte idee di nuovi giochi, possibilmente con ambientazioni insolite, e Coliseum di Cancho fu una delle proposte selezionate. La sua idea iniziale era di una corsa circolare, costantemente con inquadratura in curva.
A gennaio 1988 Cancho e il programmatore Eugenio Barahona Marciel si misero al lavoro sul gioco, sviluppato inizialmente per ZX Spectrum. Poco dopo il direttore Javier Cano fu sostituito da Gabriel Nieto, il quale, a differenza di Cano e pur non avendo esperienza nello sviluppo di giochi, volle introdurre propri cambiamenti in alcuni dei giochi in produzione. Secondo l'opinione di Cancho, l'ingerenza di Nieto non diede buoni risultati. Ad ogni modo in Coliseum Nieto introdusse l'idea di alternare tratti rettilinei con tratti in curva. Fu un cambio rilevante in corso d'opera, che mise in difficoltà gli sviluppatori e occupò molto dei 48 kB di memoria dello Spectrum, impedendo l'aggiunta di altri dettagli e maggiore varietà d'azione, sempre secondo Cancho.
Alcune riviste spagnole recensirono Coliseum per Spectrum nell'autunno 1988, tuttavia era presumibilmente una versione non ancora in commercio; in seguito non ci sono tracce di una sua pubblicazione spagnola come gioco singolo, ma fece parte della raccolta di inediti Erbe 88.

## Accoglienza
Colosseum fu recensito soprattutto nella versione ZX Spectrum, con giudizi mediamente positivi.
La rivista Micromanía (voto 8/10) lo trovò molto originale e fatto bene, ma carente di varietà tra le fasi. Altri giudizi decisamente buoni vennero da MicroHobby e da Your Sinclair (8/10, ridimensionato però a 6/10 tempo dopo, quando lo recensì come parte della raccolta Action Countdown). Crash (70%) lo apprezzò sebbene ritenendolo ripetitivo, Sinclair User (52%) ritenne buona l'idea ma non l'esecuzione.
La versione MSX fu valutata 69% da Zzap!, che la trovò piacevole, ma troppo simile all'originale per Spectrum, mentre l'MSX avrebbe maggiori potenzialità su certi aspetti.
Diverse riviste notarono l'elevata difficoltà del gioco, almeno agli inizi dell'esperienza.
In Spagna Coliseum non uscì separatamente, ma era noto come parte della raccolta Erbe 88, la quale fu promossa anche da una campagna pubblicitaria televisiva e vendette molto bene.